# RF Forschungsschiffahrt

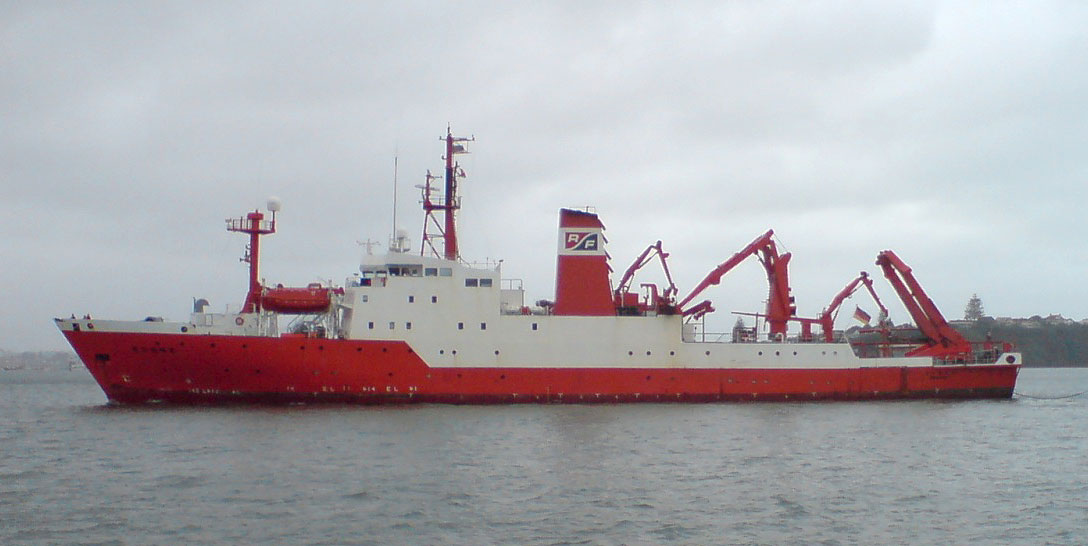
Das Forschungsschiff Sonne

Die RF Forschungsschiffahrt ist eine in der Forschungsschifffahrt tätige Reederei mit Sitz in Buxtehude. Die Reederei hat in ihrer Geschichte mehrere von Bundesministerien eingesetzte Schiffe bereedert.

## Geschichte
Das Unternehmen wurde 1975 als RF Reedereigemeinschaft Forschungsschiffahrt in Bremen von der URAG als gemeinsames Tochterunternehmen mit der VTG Vereinigte Tanklager und Transportmittel Gesellschaft gegründet, um die seit 1970 bestehende Bereederung der URAG des Forschungsschiffes  Valdivia weiter zuführen.
Charterer war z. Z. das Bmft (Bundesministerium für Forschung und Technologie) In den folgenden zehn Jahren kam die Bereederung der ersten Sonne – zunächst für das Land Schleswig-Holstein, später für die Hansestadt Hamburg und später als Eigner – sowie die der Forschungsschiffe Poseidon und Victor Hensen für das Institut für Meereskunde in Bremerhaven hinzu. Darüber hinaus betreute RF über viele Jahre die Forschungsplattform Nordsee und war in der Beratung Dritter sowie in der Bauaufsicht beim Bau mehrerer Forschungsschiffe, wie beispielsweise der 1982/83 bei der Schlichting-Werft für Indien gebauten Sagar Kanya, tätig.
Ab 1986 bereederte RF zusätzlich die neugebaute Meteor und seit den 1990er Jahren kamen teils über viele Jahre, teils nur kurzfristig die Heincke, Senckenberg, Alkor, Ludwig Prandtl und Professor Albrecht Penck zur RF-bereederten Flotte.
Das Unternehmen gehört seit Beginn des Jahres 2001 zur Linnhoff-Schiffahrt-Gruppe. Der Sitz des Unternehmens war ursprünglich in Bremen und wurde nach dem Verkauf an die Linnhoff-Schiffahrt-Gruppe nach Bremerhaven verlegt.
Im Jahr 2003 verlor die Reederei nach einer europaweiten Ausschreibung eine Reihe ihrer bereederten Schiffe an die Briese Schiffahrt aus Leer. Im Jahr 2004 betrieb das Unternehmen noch sieben eigene oder bereederte Schiffe und beschäftigte etwa 200 deutsche Seeleute, wobei ein Einstieg in das Segment der Massengutschifffahrt geplant war. Laut Konzernjahresbericht 2017 der Muttergesellschaft Linnhoff führte die Gesellschaft im Geschäftsjahr 2017 kein operatives Geschäft durch.
Am 25. Mai 2016 wurde der Firmensitz von Bremerhaven nach Buxtehude verlegt.